# Чемпионат мира по шорт-треку среди команд 2009
Чемпионат мира по шорт-треку среди команд 2009 года проходил 15 марта в Херенвене (Нидерланды).

## Система состязаний
Для участия в чемпионате автоматически квалифицировались первые восемь стран по итогам кубка мира. По 4 конькобежца от каждой страны участвовало в гонках на 500 м и на 1000 м, по 2 конькобежца — в гонке на 3000 м, плюс проходило первенство в эстафете (на 3000 м для женщин, на 5000 м — для мужчин).

## Участники чемпионата

### Мужчины
| Место | Участники        | Очки |
| ----- | ---------------- | ---- |
| 1     | Республика Корея | 36   |
| 2     | Канада           | 34   |
| 3     | США              | 27   |
| 4     | Китай            | 21   |
| 5     | Япония           | -    |
| 6     | Германия         | -    |
| 7     | Италия           | -    |
| 8     | Нидерланды       | -    |

### Женщины
| Место | Участники        | Очки |
| ----- | ---------------- | ---- |
| 1     | Китай            | 46   |
| 2     | Республика Корея | 29   |
| 3     | США              | 24   |
| 4     | Канада           | 22   |
| 5     | Италия           | -    |
| 6     | Нидерланды       | -    |
| 7     | Германия         | -    |
| 8     | Япония           | -    |

## Призёры чемпионата

### Мужчины
| Дисциплина | Золото                                                                              | Серебро                                                                                     | Бронза                                                                                  |
| ---------- | ----------------------------------------------------------------------------------- | ------------------------------------------------------------------------------------------- | --------------------------------------------------------------------------------------- |
| Команды    | Республика Корея · Ли Хо Сук · Ли Джун Су · Сон Си Бэк · Квак Юн Ги · Пак Чжин Хван | Канада · Франсуа Амлен · Шарль Амлен · Оливье Жан · Марк-Андре Монетт · Франсуа-Луи Трамбле | США · Аполо Антон Оно · Джордан Мэлоун · Джон Чельски · Джеффри Саймон · Трэвис Джейнер |

### Женщины
| Дисциплина | Золото                                                       | Серебро                                                              | Бронза                                                                             |
| ---------- | ------------------------------------------------------------ | -------------------------------------------------------------------- | ---------------------------------------------------------------------------------- |
| Команды    | Китай · Ван Мэн · Фу Тяньюй · Чжоу Ян · Лю Цюхун · Чжан Хуэй | Республика Корея · Ким Мин Джун · Чон Ба Ра · Ян Син Ён · Син Сэ Бом | США · Кэтрин Ройтер · Алисон Дудек · Кимберли Деррик · Лана Геринг · Джессика Смит |